# 下田美馬
下田 美馬（しもだ みま、1970年12月23日 - ）は、日本の女子プロレスラー。

## 所属
- 全日本女子プロレス（1987年 - 1997年）
- フリーランス（1997年）
- ネオ・レディース（1998年 - 1999年）
- フリーランス（1999年 - 2003年）
- メジャー女子プロレスAtoZ（2003年 - 2005年）
- フリーランス（2005年 - 2006年）
- CMLL（2006年 - ）

## プロフィール
1987年8月5日、全日本女子プロレスでの三田英津子戦でデビューし、全日本ジュニア王座を獲得するなどしたが、新人時代は伸び悩み、同期の豊田真奈美とタッグチーム『スイートハーツ』を結成する。端正なルックスからアイドルレスラー的な売り方をされる。ただし、これは本人が望んだことではなく、フロントの考えによるものである。その後、同期の三田英津子とタッグを組み、全日本タッグのタイトルを獲得。
1990年3月18日、格闘技経験が皆無である状況で、後楽園における格闘技戦（グローブマッチ） でアジャ・コングと対戦し、滅多打ちにされ、ローリング裏拳により下顎骨折および前歯数本を欠損した。
1991年に吉田万里子と共にメキシコに遠征、現地では『MIMACHAN（ミマチャン）』のリングネームで試合を行っている。
1992年、芽が出ず首になるところを北斗に拾われる。三田と共に北斗晶に師事し、猛武闘賊（ラス・カチョーラス・オリエンタレス）なるチームを結成、下田にとって「お嬢さんからヒール」への大転身であった。北斗の引退（後に復帰）と共に、ラス・カチョーラス・オリエンタレスも消滅かと思われたが、下田と三田のタッグチームで継続することとなった。このタッグは全女を引っかきまわすだけには留まらず、LLPWやJWPといった他団体の選手（特にヒール）とも積極的に試合をこなし、インタビューや会場の客や相手に対し挑発、辛辣に煽り立てるなど、マイクパフォーマンスの技術も飛躍的に上昇していった。マイクパフォーマンスは日頃から飲み歩いている新宿二丁目で習得した、と後に語っている。
1997年には女子プロにおけるタッグチーム最高峰と言われた、WWWA世界タッグ王座も奪取。女子選手を有するほぼ全ての団体に出場するほか、男子のみちのくプロレスやアメリカのECWにも出場経験がある。
2000年には三田と共に東京スポーツ主催の「女子プロレス大賞」受賞。全女の倒産後、フリー選手、ネオ・レディース（現：NEO女子プロレス）所属と転々とした下田は、最終的にAtoZ所属となった。
2003年に引退後、AtoZのエージェントマネージャーに就任。フロントとして存在感を示していたが、2004年7月に一試合限定のプレミアムレスラーとして復帰。その後も度々リングに上がることとなった。
2005年2月、リングへの本格復帰をした直後、AtoZが発展的消滅。その後は水商売とレスラーの「二足のわらじ」で活躍した後、メキシコに渡りCMLLを主戦場とする。
2005年11月、週刊現代誌上でヘアヌードを発表。
2007年7月12日、後楽園ホールで開かれたウルティモ・ドラゴン20周年記念興行に参戦。堀田祐美子とシングルで対戦し、特別レフェリーの松山勘十郎によるセクハラに苦しみながらフォール。しかし、闘龍門理事長の三遊亭楽太郎（現：六代目三遊亭円楽）から物言いが付き、松山を含めた3WAYが組まれ、回転エビ固めで松山からフォールを奪った。
2010年10月3日、WAVE後楽園大会でスイートハーツ復活。グラマーエンジェルスの麗香&葉千子組と対戦して、豊田がジャパニーズオーシャン・クインビーで葉千子からフォールを奪う。
2012年8月5日、ディアナラゾーナ川崎大会で「下田美馬リアルデビュー25周年記念大会」を開催。1年後輩の井上京子と組み、ZAP・I&ZAP・T組と対戦。ZAP・Tからフォールを奪う。試合後、ディアナ入団を打診され、「前向きに考える」としている。
2013年7月15日、我闘雲舞初参戦。板橋グリーンホール大会でキアイリュウケンエッちゃん（プロレスリング紫焔）と組んで豊田真奈美&山田太郎（666）と対戦するも、キアイリュウケンが山田にジャックナイフ式エビ固めでフォールを取られて敗れている。10月6日、ディアナ道場マッチで堀田暴走軍に寝返る。10月30日、WAVE後楽園大会にてGAMI引退記念5人掛けに登場。
2014年2月9日、WNCラゾーナ川崎大会で朱里とシングルで対戦するも、ジャーマンスープレックスホールドで敗れる。4月29日、ディアナ川崎市体育館大会で井上貴子と共に堀田暴走軍を裏切りKAORUと結託する。
その他、元プロレスリング・ノア・泉田純至の憧れの人として知られ、何度かアタックを受けているが、泉田の強引なアタックに激怒している。

### CMLLでの活躍
2006年5月8日にCMLL初参戦。
6月に一度帰国した後、8月30日より本格的に拠点をメキシコに移す。CMLLではレスラーのみならずマネージャーとしても活動。
2010年11月19日、メヒコ州トルーカのデポルティボ・アグスティン・ミランにて、ロサ・アステカとの「カベジェラ・コントラ・カベジェラ」で勝利。
2011年5月8日、CMLLと提携を結んだREINAの旗揚げ戦で、CMLL世界女子王座挑戦権を懸けて栗原あゆみと対戦するが敗れる。
2012年1月に開かれた新日本プロレスとの合同興行「NJPW PRESENTS CMLL FANTASTICA MANIA 2012」にて、YOSHI-HASHI＆OKUMURAのセコンドに就いた。3月24日、同じCMLLのセウシスとのタッグでREINA世界タッグ王座を奪取。CMLLではルーダとして君臨し、風香を初め、栗原や朱里ら日本からメキシコに渡りCMLLに参戦する選手とも対峙する。
2017年1月に開かれた新日本プロレスとの合同興行「NJPW PRESENTS CMLL FANTASTICA MANIA 2017」にて、OKUMURA＆邪道のセコンドに就いた。
2020年6月頃から現役と並行して新日本プロレスでバックステージスタッフとして働いており、KENTAのインタビュー時にはインタビュースペースに呼び込まれる事が多い。
2021年3月3日に行われた「スターダム10周年記念～ALLSTAR DREAM CINDERELLA～」日本武道館大会ではオールスター・ランブルに出場。

## 得意技
- タイガー・スープレックス（ブリッジが低いため、よくオースイ・スープレックスと混同される）
- デスレイクドライブ

雪崩式タイガー・スープレックス
- かかと落とし
- フライング・ネックブリーカー・ドロップ

## 入場テーマ曲
- Skip Street（神保彰）
- 魅魔 THE SENSATION（「完全版全日本女子プロレステーマ曲集」に収録）

## タイトル歴
- WWWA世界タッグ王座
- ツインスター・オブ・アルシオン王座
- UWA世界女子タッグ王座
- JWP認定タッグ王座
- 全日本タッグ王座
- NWAパシフィック女子&NEO認定シングル王座
- クイーン・オブ・アルシオン王座
- 全日本シングル王座
- 全日本ジュニア王座
- REINA世界タッグ王座
- W.W.W.D認定世界タッグ王座

プロレス大賞
- 女子プロレス大賞（三田英津子との同時受賞）

## 作品

### 写真集
- MiMa（1996年8月、竹書房）撮影：中川秀樹
- 下田美馬（2003年8月、ワニブックス）撮影：橋本雅司
- 後背の記憶（2003年3月、双葉社）撮影：橋本雅司

### ビデオ
- mima（1997年1月、ヴァリス）

### テレビ
- 豆腐プロレス（2017年1月22日 - 、テレビ朝日） - プロレス技術指導（スタッフ）[7]